# Детская городская больница № 1 (Санкт-Петербург)
Первая детская городская больница Санкт-Петербурга (Санкт-Петербургское государственное учреждение здравоохранения «Детская городская больница № 1») — государственное учреждение здравоохранения, детская больница для лечения детей со всех районов Санкт-Петербурга и регионов России.

## История создания больницы
О необходимости строительства в Ленинграде новой детской больницы впервые заговорили в 1968 году. Была создана рабочая группа из ведущих специалистов в области медицины и здравоохранения во главе с легендарным детским хирургом, профессором Гиреем Алиевичем Баировым. На средства, заработанные на Всесоюзном коммунистическом субботнике, в 1974 году было принято решение о строительстве больницы. 
Одна из ключевых ролей в разработке организационной концепции стационара, формировании коллективов педиатрических отделений и служб больницы, профессиональной подготовке и переподготовке многих врачей больницы принадлежит Игорю Михайловичу Воронцову, Заслуженному деятелю науки Российской Федерации, Отличнику здравоохранения, профессору, доктору медицинских наук. В ДГБ № 1 профессор И.М.Воронцов стоял у истоков развития службы детской гематологии и нефрологии, детской аллергологии, вместе с профессором Александром Борисовичем Зориным создал первое в Ленинграде кардиохирургическое отделение для детей с врождёнными аномалиями сердца.
Более 40 лет коллектив Детской городской больницы №1 охраняет здоровье детей.

Большое внимание здесь уделяется детям всех возрастов, но всё больше больница специализируется на оказании медицинской помощи высочайшего уровня новорождённым и детям раннего возраста.
В 1974 году на территории Полежаевского парка (Красносельский район) было выделено более 600 га территории для строительства учреждения. Первым главным врачом стал Геннадий Алексеевич Зайцев.
1 июля 1977 года состоялось торжественное открытие Детской городской больницы №1. В становлении новой больницы участвовали лучшие ленинградские специалисты: доцент К.Л. Дрейер, профессор Э.К. Цыбулькин, профессор И.М. Воронцов, профессор А.В. Папаян, профессор Е.А. Остропольская, профессор Т.К. Немилова, доцент Болдырев Р.В.
2 января 1978 года состоялось открытие первого в стране отделения реанимации новорождённых. Заслуженный врач Российской Федерации, лауреат международной премии «Профессия-жизнь», лауреат премии Правительства РФ, выдающийся неонатолог, анестезиолог-реаниматолог Вячеслав Андреевич Любименко вместе с друзьями, величайшими врачами Ленинграда, профессорами Г.А.Баировым, И.М.Воронцовым, Э.К.Цыбулькиным, Н.П.Шабаловым, первым главным врачом Детской городской больницы №1 Г.А.Зайцевым сделали то, что до сих пор считалось недостижимым - подарили возможность жить полной грудью недоношенным младенцам. На протяжении 40 лет и до последнего своего дня 23 декабря 2017 года Вячеслав Андреевич работал в должности заместителя главного врача по анестезиологии и реанимации Детской городской больницы №1 Санкт-Петербурга.
Отделение реанимации и интенсивной терапии новорождённых детей стало не только первым, но и крупнейшим в стране. Оно рассчитано на 68 коек. Отделение специализируется на хирургии врождённых пороков развития, врождённых пороков сердца; терапии состояний, сопровождающихся стойкой лёгочной гипертензией; недоношенных детях с низкой и экстремально низкой массой тела.
Из Педиатрического института в ДГБ №1 переведён центр хирургии пороков развития. Ежегодно в больнице проводится около 5000 операций, включая хирургические коррекции врождённых пороков развития, в том числе у детей раннего возраста.
В 1979 году профессорами И.М. Воронцовым, Э.К. Цыбулькиным и Е. В. Гублером при участии сильной инженерной группы был создан Детский реанимационно-консультативный центр (РКЦ). Реализованная центром в масштабах города система принятия решений на основе вероятностных расчётов исходов заболеваний позволила спасти десятки детских жизней. В СССР система РКЦ получила широкое распространение и в настоящее время успешно функционирует в ряде городов России.
В 1983 году открыто ожоговое отделение. Реконструкция отделения реанимации в 2001 году позволила создать специально оборудованную реанимацию для выхаживания детей с критическими ожоговыми травмами более 80% поверхности тела.
1990: Начало международного сотрудничества. При участии международного медицинского фонда «От сердца к сердцу» созданы отделения кардиохирургии и кардиореанимации, открыта детская ангиографическая лаборатория для проведения диагностических и лечебных рентгенхирургических операций. Открытие отделения кардиохирургии стало значимым прорывом в здравоохранении Северо-Западного региона. В формировании профессиональной команды врачей приняли активное участие ведущие специалисты разных стран мира. Среди детей, оперируемых командой наших хирургов, - дети из всех регионов страны, стран ближнего зарубежья, и даже пациенты из Евросоюза. В 2017 году кардиохирургами было проведено пять уникальных операций по реконструкции клапанов сердца у новорождённых по оригинальной методике, выполненной впервые в мировой практике. Начата большая программа по лечению сложнейшего заболевания - аномалии Эбштейна. Отделение имеет самый большой опыт в РФ по использованию метода «конусной реконструкции» при данной патологии со стопроцентной выживаемостью. Отделение единственное в стране имеет опыт выполнения операций в условиях искусственного кровообращения у детей с весом менее двух килограммов. Самый маленький пациент, успешно прооперированный в отделении, весил на момент операции всего 440 граммов.
Деловые контакты с детской клиникой Гамбургского университета «Эппендорф» в Германии привели к внедрению высокоэффективных программ лечения лейкозов и реорганизации гематологического центра.
Совместно с неонатальной группой Детского госпиталя г. Окленда началась работа по международной программе неотложной помощи матерям и детям.
1994: Стационар оснащён первым на Северо-Западе России детским компьютерным томографом. В дальнейшем создание отделения лучевой диагностики позволило объединить рентгенологию, ультразвуковую диагностику, а также мультиспиральный компьютерный и магнитно-резонансный томографы.
1995: Открыто первое в Санкт-Петербурге амбулаторно-поликлиническое отделение при стационаре, в котором дети и подростки имеют возможность консультироваться, обследоваться и наблюдаться у высококвалифицированных специалистов. По 30 направлениям консультируют доктора отделений стационара, главные внештатные специалисты Комитета по здравоохранению Санкт-Петербурга, а также сотрудники кафедр медицинских вузов города.
1999: Стартовал проект «Телемедицина». Специально для России Международным благотворительным фондом Вишневской-Ростроповича был разработан проект «Телемедицина», который предоставил медикам возможность консультировать пациентов с зарубежными коллегами в режиме реального времени.
2001: На базе ДГБ №1 организована офтальмологическая помощь новорождённым детям. С 2008 года служба получила дальнейшее развитие с открытием профильных стационарных коек и кабинета катамнеза младенцев с ретинопатией недоношенных в Амбулаторно-поликлиническом отделении.
2006: Благотворительный фонд «Ассамблея здоровья» присвоил звание лауреата международной премии «Профессия - Жизнь» государственному учреждению здравоохранения Санкт-Петербурга «Детская городская больница № 1» в номинации «За достижения в области охраны материнства и детства».
2007: Открыто отделение неврологии и плановой нейрохирургии. Получена федеральная лицензия на оказание высокотехнологичной медицинской помощи.
2009-2010: Внедрение краниоцеребральной гипотермии и создание отлаженной системы транспортировки пациентов из родильных домов города в стационар обеспечило возможность успешно лечить детей с тяжёлой асфиксией.
2011-2012: Реализация проекта «Модернизация здравоохранения». В рамках проекта переоснащено отделение лучевой диагностики, ангиографии с лабораторией по изучению нарушения сердечного ритма, улучшены условия пребывания больных в коечных отделениях больницы, проведена реконструкция отделения диализа и переоборудован лабораторный комплекс больницы.
2015: Основана международная российско-израильская программа. Создание двусторонних образовательных программ между Санкт-Петербургом и Израилем, проведение ряда совместных российско-израильских мастер-классов позволило в значительной степени улучшить диагностику и программы реабилитации детей в лечебных учреждениях обеих стран, способствовало внедрению современных высоких технологий в различные сферы педиатрии, неонатологии, эмбриологии.
2016: Детская городская больница №1 в очередной раз стала победителем в Рейтинге медицинских клиник Санкт-Петербурга, проводимом информационным порталом «ДокторПитер.ру» и Комитетом по здравоохранению Санкт-Петербурга в номинации «Педиатрия» по итогам 2016 года.
В состав Детской городской больницы №1 полностью переведена неонатологическая подстанция скорой медицинской помощи.
1 июля 2017 года Детской городской больнице №1 исполнилось 40 лет.
При поликлиническом отделении ДГБ №1 открыт кабинет катамнестического наблюдения за детьми, родившимися с экстремально низким весом.
14 декабря 2017 года Губернатор Санкт-Петербурга открыл в Детской городской больнице №1 уникальное для всей страны отделение скорой медицинской помощи.
2018: В больнице внедрена информационная система "Пациент", позволяющая в кратчайшие сроки отследить и сопроводить каждого маленького пациента к врачу.
Начата реконструкция фасадов больницы.
В феврале 2018 года на базе Детской больницы №1 создан Центр кардиологии и сердечно-сосудистой хирургии. В нём объединены все виды медицинской помощи детям с заболеваниями сердца: кардиохирургия, неонатальная кардиохирургия, диагностика внутриутробных пороков сердца, рентгенохирургия, кардиологическая и кардиохирургическая реанимация, аритмология. Кроме того, дополнительные койки открыты в педиатрическом отделении для детей, страдающих воспалительными заболеваниями сердца (миокардиты, перикардиты). В больнице создано отделение функциональной аритмологии с суточными мониторами, мониторами для нагрузочных тестов, открыта новая лаборатория.
В марте 2018 года состоялось подведение итогов профессиональной премии - Рейтинга лучших клиник Санкт-Петербурга-2018, организованного порталом “ДокторПитер.ру”. Детская городская больница №1 уверенно сохраняет своё лидерство.
В июне 2018 года нейрохирурги клиники удостоены главной медицинской премии России «Призвание».
2 октября 2018 года состоялось торжественное открытие кардиохирургического отделения после капитальной реконструкции, в рамках которой впервые был реализован проект «Художники детям».
В ноябре 2018 год состоялся Торжественный бал, первый вальс которого станцевали вместе со своими пациентками реаниматологи и неонатологи отделений реанимации и интенсивной терапии новорождённых ознаменовал 40 лет российской реанимации новорождённых.
Петербургская служба реанимации новорождённых, начинавшаяся с первых шести реанимационных неонатологических коек в 1978 году, сегодня развита и отлажена: Реанимационно-консультативная группа, выездные бригады, осуществляющие консультативную поддержку коллегам и транспортировку младенцев из родильных домов в реанимационные отделения стационаров.
Ежегодно здесь выхаживают 1600 детей, поступивших в тяжёлом реанимационном состоянии, более 600 операций кардиохирурги больницы выполняют детям с врождёнными пороками сердца, более 300 хирургических вмешательств по поводу врождённых пороков развития других органов. Самый маленький пациент, успешно прооперированный в отделении кардиохирургии ДГБ №1, весил на момент операции всего 440 граммов.
Детская городская больница №1 с первых дней её создания стала центром помощи новорождённым детям в Северо-Западном регионе. Здесь созданы крупнейшие в Европе отделения реанимации и интенсивной терапии с Городским реанимационно-консультативным центром и выездными бригадами неонатологической реанимации, развёрнуты два отделения патологии новорождённых и детей раннего возраста, в июне 2017 года открыт кабинет катамнеза в Амбулаторно-консультативном отделении больницы, а в апреле 2019 года открылось Отделение дневного пребывания для катамнестического наблюдения за детьми, где проводится углублённое обследование в условиях стационара, подбираются и проводятся лечебные манипуляции, выполняется специализированная программа ранней помощи и разрабатывается индивидуальная программа реабилитационного лечения на курс 21-28 дней. Офтальмологический катамнез со времени открытия небольшого кабинета ретинопатии недоношенного ребёнка вырос в общегородскую межрайонную службу. Ежегодно в Детской городской больнице №1 реаниматологи, неонатологи, педиатры с помощью друзей-благотворителей устраивают День недоношенного ребёнка – на праздник приходят сотни детей, многие из которых уже закончили школу, добились серьёзных высот и достижений в разных областях науки и искусства, спорта.
В сентябре 2019 г. в составе хирургической службы открыто отделение нейрохирургии. Название учреждения официально изменяется на Детский городской многопрофильный клинический специализированный центр высоких медицинских технологий.
Реаниматологи и неонатологи Детского городского многопрофильного клинического специализированного центра высоких медицинских технологий (Детской городской больницы №1) совместно с организацией «Право на чудо» запустили Школу для родителей недоношенных детей. Проект рассчитан пока на полтора года и стал возможен благодаря Фонду президентских грантов, оказывающему поддержку федеральному проекту «Чудо-дети». Для мам, чьи дети находятся сегодня на лечении в отделениях реанимации и интенсивной терапии, отделении патологии новорождённых и патологии детей раннего возраста всё обучение бесплатное.
В ноябре 2019 г. ДГМКСЦВМТ Санкт-Петербурга с благодарностью за безупречную работу и высокий профессионализм в спасении и выхаживании недоношенных детей награждён премией «Золотой Колибри». 26 ноября в Москве состоялась V Торжественная церемония вручения премии «Золотой Колибри». Церемония прошла в рамках XII Всероссийского образовательного конгресса «Анестезия и реанимация в акушерстве и неонатологии».
В феврале 2020 г. первых пациентов принял Городской центр реабилитации развития – завершающий этап уникальной системы катамнестического наблюдения и реабилитации детей, столкнувшихся с проблемами перинатального периода.
Центр является заключительным моментом создания стройной системы катамнеза в Санкт-Петербурге, звеном современной инфраструктуры оказания специализированной помощи детям. Основная задача нового подразделения Детской городской больницы № 1 – уделить максимальное внимание детям до пяти лет, чтобы дать им возможность восстановиться после всех тяжёлых заболеваний и операций, трудного послеродового периода, дать им силы стать полноценными гражданами Санкт-Петербурга. С детьми будут работать неврологи, ортопеды, специалисты ЛФК, эрготерапевты, мануальные и рефлексотерапевты, клинические психологи, дефектологи и логопеды, воспитатели.
В 2020 г. хирургами клиники произведены следующие уникальные операции:
1. Впервые у детей операция Уретеропластика по Yang-Monti замещение мочеточника тонкой кишкой;
2. Удаление эпилептических очагов при фармакорезистентной эпилепсии;
3. Краниопластика с 3Д моделированием черепа;
4. Осуществлена пересадка пальца со стопы на кисть.

Отработан алгоритм действий при лечении детей со СМА препаратом Спинраза. Активно используется ЧП ЭФИ для диагностики и лечения нарушений ритма сердца у детей. Закуплен ультразвуковой сканер экспертного класса для диагностики пациентов всех профилей.
Установлен новейший магнитно-резонансный томограф, боинг в индустрии лучевой диагностики, с напряжённостью магнитного поля 1,5 Тл для проведения лучевой диагностики детям в возрасте от нескольких часов жизни и до 18 лет. На его закупку были выделены 120 миллионов рублей из средств ненормированного страхового запаса ТФОМС Санкт-Петербурга.
На сегодняшний день стационар продолжает интенсивно развиваться.
Детская городская больница №1 – многопрофильный стационар, который работает не только в эксклюзивных направлениях, но и серьёзно занимается совершенствованием специализированной экстренной помощи, работая ежедневно и круглосуточно. Силами МЧС России, Станции скорой медицинской помощи в больницу поступают пациенты в самых сложных, угрожающих жизни ситуациях. Врачебный коллектив Клиники регулярно становится лидером народных рейтингов порталов «ДокторПитер.ру» и «НаПоправку.ру» и конкурса «Наш любимый врач».

## Отделения
Большинство отделений стационара действуют круглосуточно. В скобках указан номер отделения.
- Приёмное отделение (№15)
- Аллергология (№5)
- Детская хирургия (№2)
- Кардиохирургия (№35)
- Урология (№4)
- Ожоговая травма[3] (№3)
- Травматология и ортопедия(№1) — отдел работает круглосуточно.
- Гематологическое(№8)
- Онкогематологическое(№6)
- Реаниматология[4] — отделения общей реанимации и интенсивной терапии, включая детскую ожоговую реанимацию и интенсивную терапию (№14), отделение реанимации и интенсивной терапии новорождённых (№39), отделение кардиологической реанимации и интенсивной терапии (№43).
- Неонатология (включая неонатальную реанимацию и ИТ (№39) и отделение патологии новорождённых (№9))
- Педиатрическое отделение[5] (нефрология, гастроэнтерология, пульмонология, ревматология) (№7)
- Инфекционно-хирургическое боксовое отделение. (№11)
- Анестезиологическая служба (№13)
- Дневной стационар(№51)

## С их именами связана история больницы
- Баиров, Гирей Алиевич - член-корреспондент Академии медицинских наук СССР, профессор, заведующий кафедрой детской хирургии СПбГПМА;
- Бразоль, Марина Анатольевна - кандидат наук, зав. отделения Ожоговой травмы, заместитель главного врача по хирургии с 2014 года;
- Болдырев, Рэм Вячеславович - доцент кафедры детских болезней № 3 СПбГПМА;
- Воронцов, Игорь Михайлович - профессор, заведующий кафедрой детских болезней № 3 СПбГПМА;
- Гусель, Вильям Анатольевич - профессор, заведующий кафедрой педиатрической клинической фармакологии ЛПМИ;
- Дрейер, Кира Львовна - доцент кафедры детской хирургии СПбГПМА;
- Зисельсон, Александр Давидович - профессор кафедры педиатрической клинической фармакологии ЛПМИ, главный внештатный детский аллерголог Главного управления здравоохранением Ленгорисполкома;
- Каган, Анатолий Владимирович - главный врач больницы, профессор, заведующий кафедрой детской хирургии СПбГМИ;
- Коренев, Павел Борисович - заместитель главного врача, генеральный директор российского отделения благотворительного Фонда Ростроповича-Вишневской «Во имя здоровья и будущего детей»;
- Любименко, Вячеслав Андреевич - заместитель главного врача, доцент кафедры неотложной педиатрии факультета усовершенствования врачей СПбГПМА;
- Папаян, Альберт Вазгенович - профессор, заведующий кафедрой детских болезней № 2 СПбГПМА;
- Пучкова, Алла Яковлевна - профессор кафедры пропедевтики детских болезней СПбГПМА;
- Цыбулькин, Эдуард Кузьмич - профессор, заведующий кафедрой неотложной педиатрии факультета усовершенствования врачей СПбГПМА;
- Шабалов, Николай Павлович - профессор, начальник кафедры детских болезней ВМА;
- Юрьев, Владимир Владимирович - профессор, заведующий кафедрой пропедевтики детских болезней СПбГПМА;